# 모토로라 레이저 i
모토로라 레이저 i(영어: Motorola RAZR i XT890)는 모토로라 모빌리티에서 제조/판매하는 안드로이드 스마트폰이다. 출시당시 안드로이드 4.0.4 아이스크림샌드위치를 탑재하였다.

## 기능

### 엣지투엣지 (edge to edge)
모토로라 레이저 M에 처음 탑재되었던 기술을 적용하였다. 엣지투엣지는 모토로라가 레이저 M모델부터 적용한 기술이며 베젤을 없애는 기술, 즉 베젤리스 스마트폰을 만드는 기술이다. 이를 통해 레이저 i에는 베젤이 없다.

## 출시국가

### 표준모델
- 영국

그 외 다수 국가

## 색상
- 프리미엄 블랙

## 성능
CPU를 인텔 아톰 프로세서로 채택하여 타 스마트폰 대비 최고속도 2GHz의 클럭수가 나왔지만 싱글코어이다. 인텔의 저전력 프로젝트로인해 전력소비량이 전 인텔프로세서에 비해 향상되었다. 하이퍼 쓰레딩기술이 적용되기 때문에 싱글코어지만 듀얼 코어처럼 사용이 가능하다.

### 칩셋
구조 : x86

소켓 : Intel Atom Z2480 Medfied (하이퍼 쓰레딩기술이 적용)

프로세서 : Single Core, 2000 MHz, Saltwell

그래픽 프로세서 : PowerVR SGX540 @ 400 MHz

### 메모리
메모리 : 1024 MB RAM / 8192 MB ROM

최대사용자공간 : 5 GB

추가지원: microSD, microSDHC 최대 32GB 지원

### 디스플레이
화면크기 : 4.3"

해상도 : 540 x 960 pixels

화소밀도 : 256 ppi

액정기술 : Super AMOLED Advanced

구현가능컬러 : 16777216색

터치스크린 : 멀티터지원

특징 : 작은 감지기센서, 근접 센서, 긁힘에 강한 강화유리

### 카메라
후면카메라 화소 : 800만 화소

플래시 : LED

특징 : 백 조명 센서 (BSI), 자동 초점, 버스트 모드, 디지털 줌, 지오 태깅, 높은 동적 범위 모드(HDR)

캠코더: 1920x1080 (1080p HD) (30 fps)

특징 : 영상 통화

### 호환 네트워크
GSM : 850, 900, 1800, 1900 MHz

UMTS :850, 900, 1900, 2100 MHz

### 연결 및 통신
데이터 통신 : HSDPA+ (4G) 21.1 Mbit/s, HSUPA 5.76 Mbit/s, UMTS, EDGE, GPRS

위치감지 : GPS, A-GPS

통신 : Wifi, NFC, Bluetooth

### 배터리
용량 : 2000 mAh

## 같이 보기
- 모토로라 레이저 M